# 조성옥 (1961년)
조성옥(趙城玉, 1961년 8월 25일 ~ 2009년 7월 4일)은 前 KBO 리그 롯데 자이언츠의 외야수이다.
1982년 제27회 세계야구선수권대회에서 국가대표팀으로 활약하였으며, 1984년 롯데 자이언츠에 입단해 2번의 한국시리즈 우승을 경험하였다. 은퇴한 이후에는 학교 스포츠계로 들어와 후진 양성에 힘썼는데 한때 고려대 진학설이 있었으나 이런저런 사정 탓인지 동아대로 발길을 돌렸다. 

동의대학교 야구부 감독으로 있던 중 2009년 7월 4일 지병인 간암으로 사망하였다. 경상남도 양산시 천주교 공원묘지에 안장되었다. 그가 죽은 후, 이상번 코치가 감독 대행을 맡았던 동의대학교 야구부가 2009년 전국 대학 야구 대회 하계 리그에서 우승하여 우승기를 그의 장지에 바쳤다.
부산고등학교 야구부 감독으로 있었을 때 김태군, 정근우, 차승 백, 추신수 등의 선수들을 많이 양성하였다. 추신수와의 인연으로, 그의 아들은 추신수의 전담 에이전트로 활동하고 있다. 동의대학교 감독 재임 때에는 문광은과 윤지웅이 그의 손을 거쳐 프로에 진출했다. 추신수도 2010년 아시안 게임 금메달을 획득하고 귀국하여 아버지와 함께 은사 조성옥 감독의 장지를 먼저 찾았다.

## 출신학교
- 대연초등학교
- 동성중학교
- 부산고등학교
- 동아대학교

## 통산 기록
| 년도 | 구단   | 타율  | 경기수 | 타수 | 안타 | 2루타 | 3루타 | 홈런 | 타점 | 득점 | 도루 | 4사구 | 삼진 | 병살타 | 희생타 | 장타율 | 비고 |
| ---- | ------ | ----- | ------ | ---- | ---- | ----- | ----- | ---- | ---- | ---- | ---- | ----- | ---- | ------ | ------ | ------ | ---- |
| 1984 | 롯데   | 0.218 | 75     | 211  | 46   | 5     | 1     | 1    | 14   | 30   | 5    | 34    | 38   | 3      | 8      | 0.265  |      |
| 1985 | 롯데   | 0.251 | 89     | 219  | 55   | 11    | 1     | 2    | 19   | 25   | 7    | 26    | 26   | 1      | 15     | 0.338  |      |
| 1986 | 롯데   | 0.253 | 104    | 293  | 74   | 7     | 5     | 0    | 16   | 34   | 2    | 23    | 17   | 2      | 21     | 0.311  |      |
| 1987 | 롯데   | 0.238 | 78     | 168  | 40   | 2     | 1     | 0    | 10   | 27   | 3    | 22    | 15   | 3      | 14     | 0.262  |      |
| 1988 | 롯데   | 0.256 | 71     | 129  | 33   | 6     | 0     | 0    | 11   | 12   | 2    | 6     | 12   | 4      | 18     | 0.302  |      |
| 1989 | 롯데   | 0.258 | 101    | 275  | 71   | 18    | 1     | 0    | 33   | 26   | 5    | 43    | 18   | 3      | 21     | 0.331  |      |
| 1990 | 롯데   | 0.236 | 99     | 250  | 59   | 15    | 2     | 0    | 34   | 23   | 5    | 37    | 23   | 7      | 18     | 0.312  |      |
| 1991 | 롯데   | 0.295 | 21     | 61   | 18   | 3     | 0     | 0    | 4    | 5    | 2    | 8     | 7    | 1      | 2      | 0.344  |      |
| 1992 | 롯데   | 0.276 | 105    | 243  | 67   | 7     | 4     | 1    | 39   | 22   | 4    | 30    | 23   | 4      | 12     | 0.350  |      |
| 1993 | 롯데   | 0.268 | 63     | 97   | 26   | 1     | 0     | 1    | 13   | 8    | 2    | 8     | 9    | 2      | 7      | 0.309  |      |
| 1994 | 롯데   | 0.211 | 83     | 161  | 34   | 3     | 2     | 0    | 18   | 12   | 1    | 15    | 26   | 0      | 5      | 0.255  |      |
| 1995 | 롯데   | 0.220 | 28     | 41   | 9    | 0     | 0     | 0    | 0    | 3    | 0    | 1     | 4    | 0      | 2      | 0.220  |      |
| 통산 | 12시즌 | 0.248 | 917    | 2148 | 532  | 78    | 17    | 5    | 211  | 227  | 38   | 253   | 218  | 30     | 143    | 0.307  |      |

## 등번호
- 17 - 롯데 자이언츠 (1984)
- 3 - 롯데 자이언츠 (1985 ~ 1995)
- 87 - 롯데 자이언츠 (코치, 1996 ~ 1997)
- 81 - 부산고 야구부 (1998 ~ 2006), 동의대학교 야구부 (2007 ~ 2009, 이하 감독)

## 같이 보기
- 박정태
- 김민호
- 한문연
- 양상문
- 강병철
- 주성로
- 최동원
- 장효조
- 박동희
- 임수혁
- 김명성
- 김시진
- 이상번
- 진종길